# Journey to Greenland
Journey to Greenland (franska: Le Voyage au Groenland) är en fransk komedifilm från 2016 i regi av Sébastien Betbeder. Filmen handlar om två trettioåriga skådespelare, Thomas och Thomas, som lever i Paris och går igenom en svår period. De bestämmer sig slumpmässigt för att lämna staden och flyga iväg till Kullorsuaq, en av de mest avlägsna byarna på Grönland, där Thomas pappa Nathan bor. Bland inuiterna kommer de att upptäcka charmen i de lokala sedvänjorna och deras vänskap kommer att utmanas.